# Alakina Mann
Alakina Mann (Surrey, 1 d'agost de 1990) és una actriu britànica, coneguda pel seu paper d'Anne en la pel·lícula The Others (2001) d'Alejandro Amenábar, pel que fou nominada al Goya a la millor actriu revelació juntament amb James Bentley. Dos anys més tard va participar en la pel·lícula Girl with a Pearl Earring com a Cornelia Vermeer. Després es va retirar del cinema i actualment és pintora i il·lustradora.

## Filmografia
- Girl with a Pearl Earring (2003)
- The Others (2001)